# Stemmatophalera
Stemmatophalera is een geslacht van vlinders van de familie van de tandvlinders (Notodontidae).

## Soorten
- S. curvilinea (Swinhoe, 1907)
- S. hypochlora (Kiriakoff, 1960)
- S. io (Viette, 1954)
- S. persimilis (Hampson, 1910)
- S. semiflava (Hampson, 1910)
- S. sjostedti Aurivillius, 1910
- S. synceros (Kiriakoff, 1962)